# Zimbru, Galați
Zimbru este un sat în comuna Bălăbănești din județul Galați, Moldova, România.